# Altes Rathaus Lindau (Bodensee)

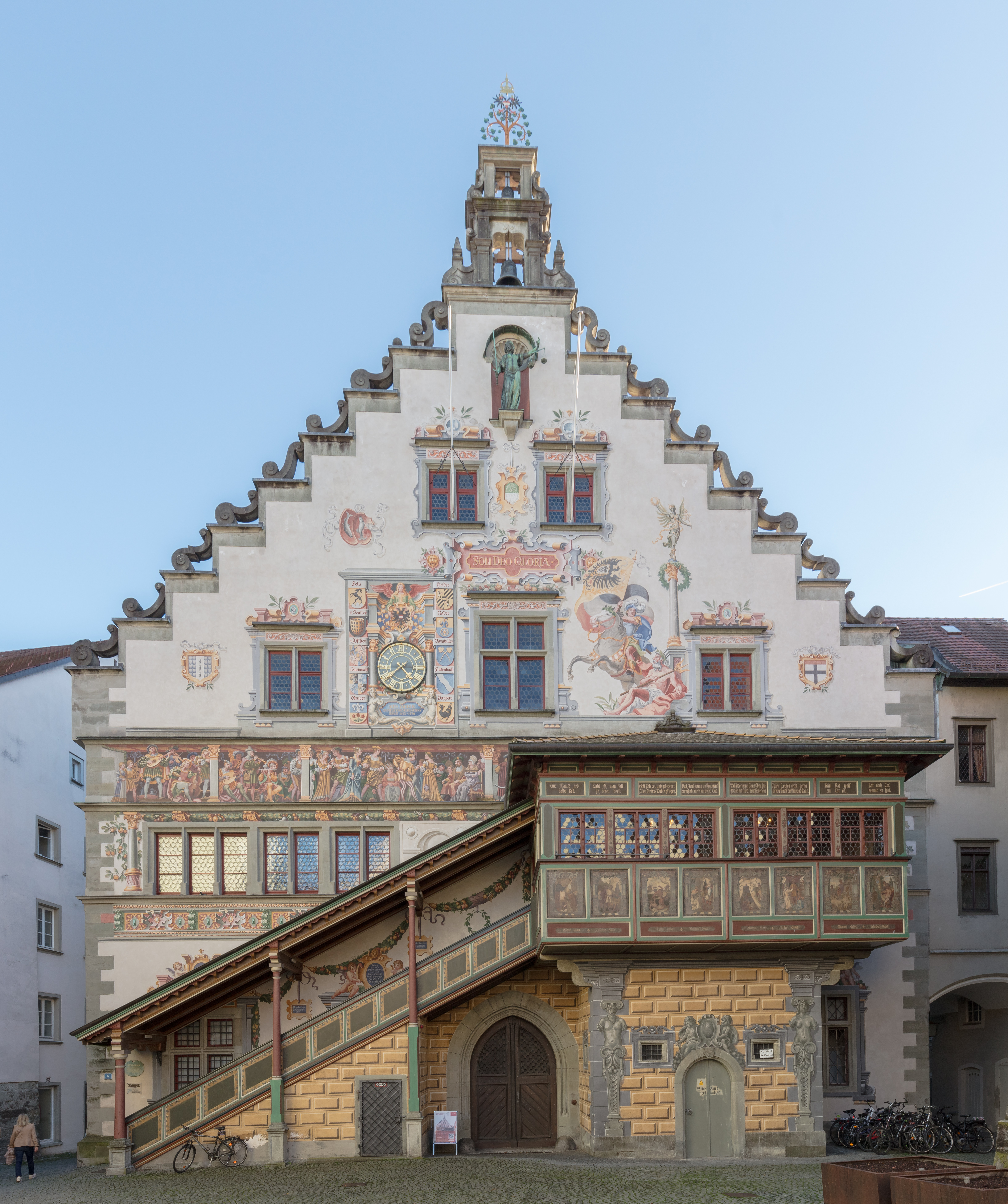
Altes Rathaus

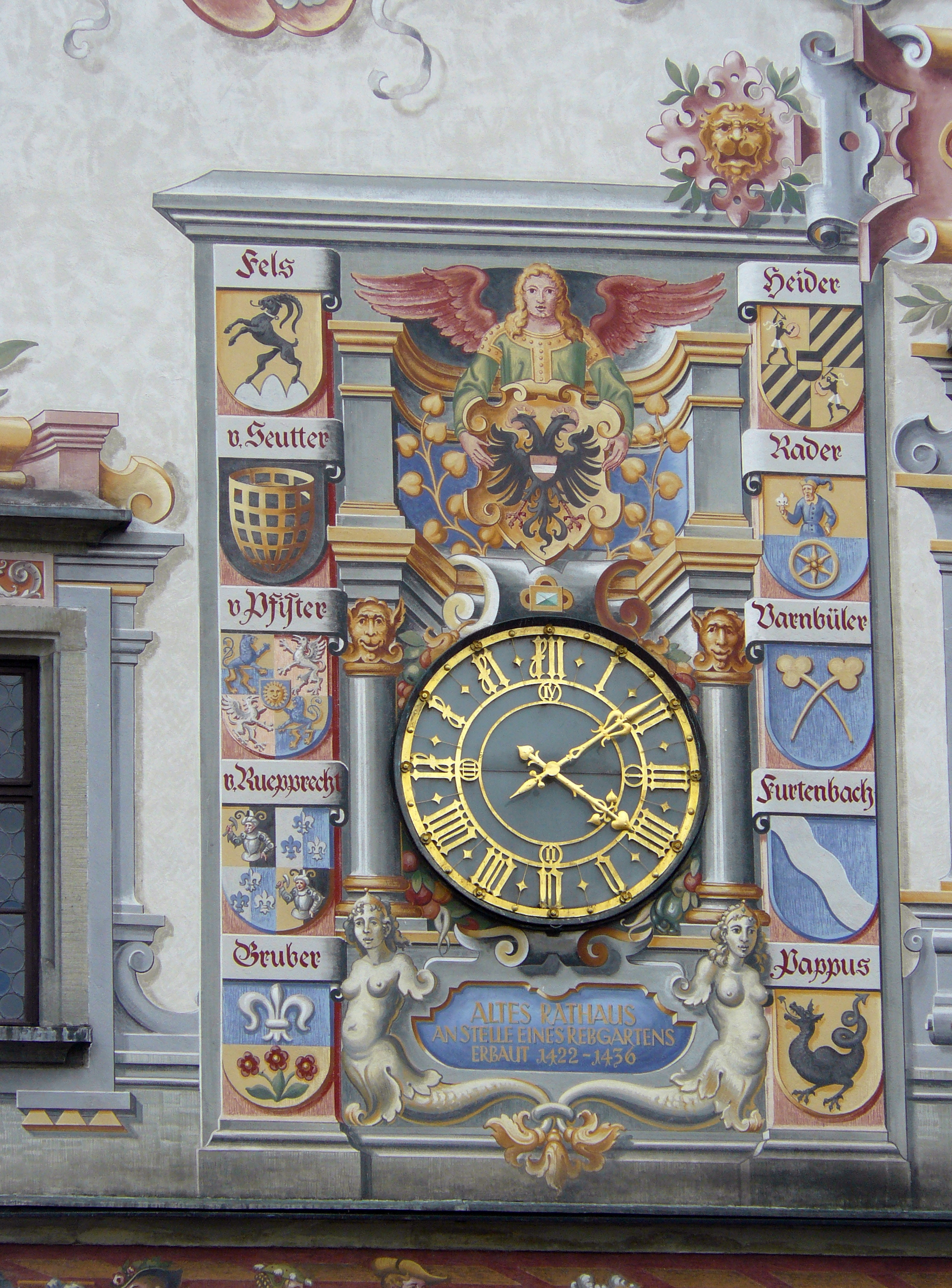
Altes Rathaus, Uhr an der Nordfassade

Das sogenannte Alte Rathaus in Lindau, einer Stadt im schwäbischen Landkreis Lindau (Bodensee) in Bayern, wurde 1422 bis 1436 errichtet. 

## Geschichte
Das Alte Rathaus wurde 1422 ursprünglich im gotischen Stil erbaut, der Bau stand im Zusammenhang mit der Entwicklung Lindaus zur Reichsstadt (seit 1396). König Maximilian I. berief 1496 einen Reichstag in den holzgetäfelten Ratssaal ein. 1576 wurde der Bau mit einem Treppengiebel in Renaissance-Stil umgebaut. Die Glocken an seiner Spitze tragen die Jahreszahl 1617.
Veränderungen erfolgten auch im 16. und 17. Jahrhundert. Das nebenan befindliche Neue Rathaus wurde von 1706 bis 1717 als Erweiterung errichtet.
Die Südfront wurde im 19. Jahrhundert üppig historisierend mit Malerei geschmückt, die die Lindauer Geschichte darstellt. Das Gebäude wurde 1885/87 durch Friedrich von Thiersch renoviert, die Fassadenmalereien 1972–1975 nach Vorbild des 19. Jahrhunderts erneuert.

## Beschreibung
Das Gebäude ist ein freistehender Bau mit Treppengiebeln. Die Fassade zur Fußgängerzone, am Bismarckplatz, ist zudem von einer großen überdachten, ursprünglich hölzernen Freitreppe geschmückt, die in einen Erker mündet. Es steht unter Denkmalschutz (Nummer D-7-76-116-45).
Im Gebäude befindet sich in der ehemaligen Markthalle seit 1952 die Ehemals Reichsstädtische Bibliothek. Die erhaltenen Räume des Alten Rathauses werden für Sitzungen des Stadtrates und der Ausschüsse sowie für Empfänge noch immer regelmäßig genutzt. Für die Öffentlichkeit sind sie daher meist nicht zugänglich.